# Ethan Sword
Maximiliano Naturali (Santiago de Chile, 22 de agosto de 1981), más conocido como Ethan Sword, es un director de arte, diseñador, cosplayer y artista drag king chileno. Es considerado uno de los drag kings más reconocidos del país.

## Primeros años
Ethan creció en La Pintana, Santiago de Chile, donde se crio con su madre y su abuela, dado que sus padres se separaron muy temprano. Pese a que Ethan si desarrolló una relación con su padre, este falleció cuando Ethan tenía 15 años.

## Carrera
Ethan inició su carrera artística como cosplayer y comenzó a hacer drag king en marzo de 2018. Poco tiempo después se unió a la agrupación Show Kings Colectivo. Ese mismo año actuó como telonero de Sasha Velour, ganadora de la novena temporada de RuPaul's Drag Race.
En 2020 acudió como invitado al pódcast Cerveza con Papas para hablar acerca del arte drag king en Chile y la historia del mismo.
El 3 de julio de 2023 presentó la Gala del Orgullo del Colegio Médico de Chile, 50 años después de la primera manifestación LGBT del país; repitió este hito en 2024 y 2025.
Una de sus últimas presentaciones en vivo ha sido teloneando a Gottmik en LemonLab, el día 31 de enero de 2025.

## Vida personal
Ethan es una persona de género masculino, con una amplia expresión de género.